# Julius-Leber-Schule (Hamburg)
Die Julius-Leber-Schule ist eine staatliche Stadtteilschule im Hamburger Stadtteil Schnelsen mit integrierter gymnasialer Oberstufe. Die Schule wurde 1971 als Gesamtschule gegründet und bald darauf nach dem Widerstandskämpfer Julius Leber benannt. 2010 wurde die Julius-Leber-Schule wie fast alle Hamburger Gesamtschulen zur Stadtteilschule umgewandelt. Die Schule wird achtzügig geführt und gehört zu den größten Schulen Hamburgs nach Schülerzahl.

## Geschichte
Am Standort der Schule wurde 1968 das Gymnasium Eidelstedter Brook gegründet, um neuangemeldete Schüler vom überlasteten Gymnasium Bondenwald abzunehmen. Zu Beginn des Schuljahres 1968/69 wurden am Eidelstedter Brook fünf Klassen eingeschult, zum Beginn des zweiten Schulhalbjahres kamen weitere vier Klassen hinzu. Der Unterricht fand vorerst in drei Schulpavillons statt. 1969 wurde der Grundstein für das Doppel-H-Gebäude gelegt, ein Serienbau vom Typ 68. Aus demselben Vollmontage-Bauprogramm wurde ab 1969 ein Eingangszentrum und ein Fachgebäude errichtet. 1970 wurden diese Bauten fertig.
1971 wurde das Gymnasium gegen den Widerstand der Hamburger CDU in die Gesamtschule Schnelsen umgewandelt, was im Rahmen eines Gesamtschulversuchs in der Bundesrepublik geschah. Die Schule gehörte damit zu den ersten acht Gesamtschulen Hamburgs.  Die bereits existierenden Gymnasialklassen liefen in den Folgejahren aus. 1972 wurde die Gesamtschule nach Julius Leber benannt. In der Traditionsbildung der Schule wird entweder auf das Jahr der Gesamtschulgründung (1971) oder der Namensgebung (1972) abgestellt.
1983 wurde ein Neubau nach Entwürfen des Architekten Wagner erbaut. Ein Schulpavillon wurde im Jahr 1989 durch ein Feuer vollständig zerstört.
Die Julius-Leber-Schule wurde 2010 im Rahmen der Hamburger Schulreform zur Stadtteilschule umgewandelt. 2014 wurde nebst weiteren Unterrichtsflächen eine Mensa erbaut. 2015 wurden weitere Sanierungen ausgeschrieben.

## Standort und Architektur
Das Schulgelände ist gut 43.000 m² groß. Westlich und südlich wird es vom Brummerskamp begrenzt. Nördlich schließt die Halstenbeker Straße an, östlich die Bahnstrecke Hamburg-Altona–Neumünster. Das Schulgelände wird von der Halstenbeker Straße und vom Brummerskamp aus erschlossen, jeweils mit einer Sackgasse mit Wendekreis.
Die ältesten Gebäude der Schule sind Serienbauten vom Typ 68 nach Entwürfen des Hamburger Hochbauamtes.

## Schulisches Profil
An der Julius-Leber-Schule werden mehr als 1600 Schüler in acht Parallelklassen pro Jahrgang unterrichtet, damit war sie 2022/2023 die viertgrößte Schule Hamburgs. Es werden die vier Fremdsprachen Englisch, Spanisch, Französisch und Latein angeboten. Die Schule hat ein teilweise gebundenes Ganztagsangebot. Ihren Schwerpunkt setzt die Schule in den Bereichen Sprache, Musik/Kunst und Sport. In der Oberstufe bestehen 6 Profile, diese entscheiden über die maßgebenden Profilfächer. Über den Musik-Förder-Verein können Schüler Instrumente im Instrumentalunterricht erlernen und diese auch ausleihen. Ergänzend erfolgt die Arbeit in diversen Ensembles (Chor, Big Band, Streicher-AG) und in den Stufen 5 und 6 dem Erweiterten Musikunterricht (EMU).

## Außerschulische Angebote
Beziehungen zu Schulen und Projekten im Ausland:
- Colegio Alemán de Bilbao in Spanien
- Lycée Sembat in Frankreich
- Svenljunga Ungdoms Orkestra in Schweden

Weitere Beziehungen bestehen zu Schulen in den Niederlanden und in der Volksrepublik China. Außerdem nimmt die Schule an dem Projekt Erasmus+ teil.
Die Schulzeitung Lampe wurde 1985 gegründet und erscheint drei- bis viermal pro Schuljahr. Die Redaktion der Schulzeitung besteht aus Schülern aller Jahrgangsstufen. Die Schule hat einen Schulverein sowie seit 1986 einen Musik-Förder-Verein.

## Auszeichnungen und Titel
- Mitgliedschaft im Netzwerk Schule ohne Rassismus – Schule mit Courage[17]
- Siegel Umweltschule (2017)[13]
- Schule mit vorbildlicher Berufsorientierung (2018)[13]
- Hamburger Meister Jungen WK2 (2016)[13]
- Jugend jazzt (2015)[13]
- Im Januar 2025 wurde das Projekt „Gemeinsam Obdachlosigkeit sichtbar machen“ der Julius-Leber-Schule mit einem Bertini-Preis ausgezeichnet.[18]